# 스도 겐키

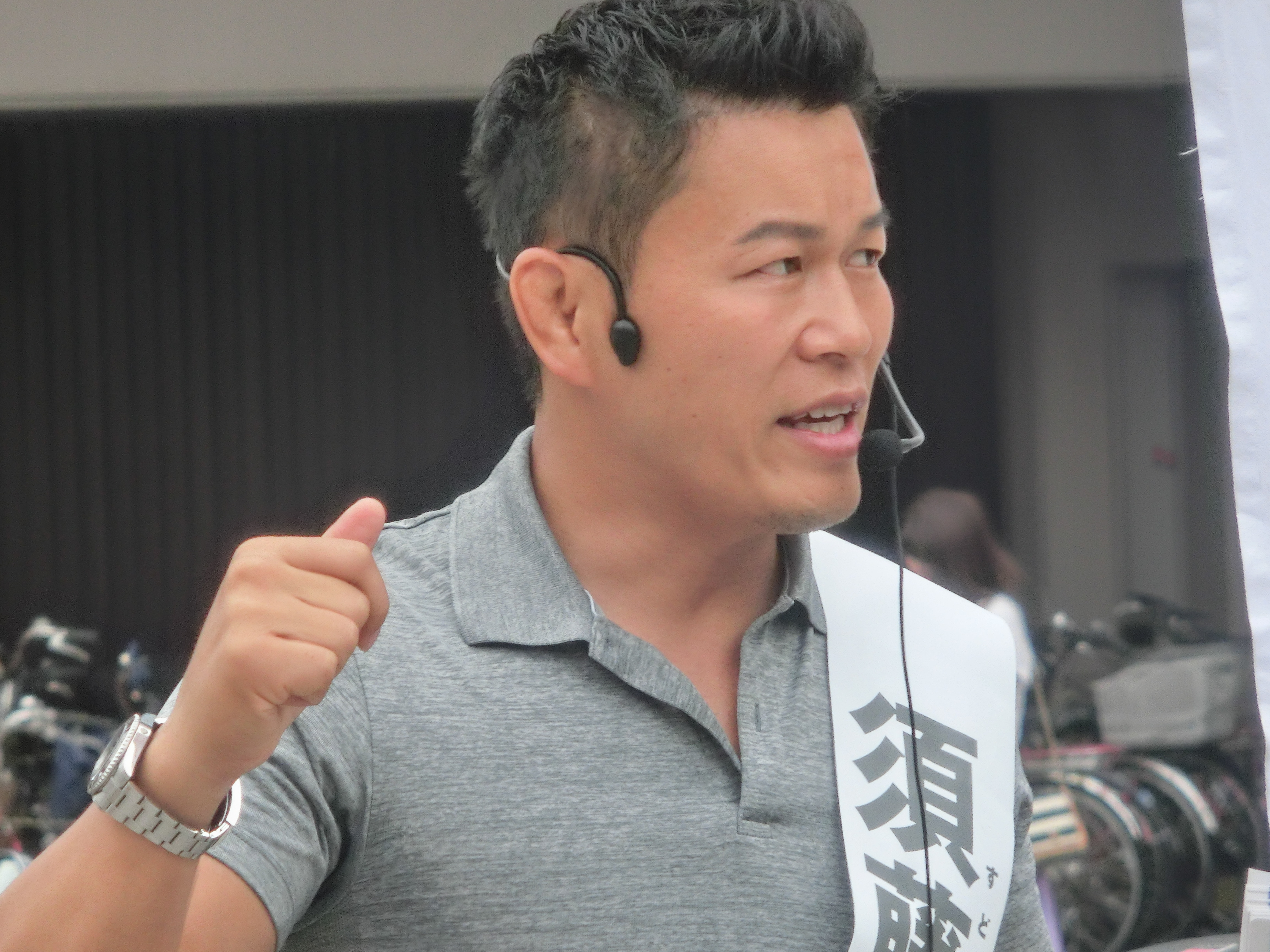

스도 겐키(일본어: 須藤元気, 1978년 3월 8일 도쿄도 고토구 ~ )는 일본의 종합격투기 선수, 세계 학생 레슬링 일본 대표 감독, 다쿠쇼쿠 대학 레슬링부 감독, 작가, 음악가, 탤런트, 정치인이다. 댄스 퍼포먼스 그룹 WORLD ORDER의 보컬, 프로듀서, 감독을 맡다가 입헌민주당의 참의원 활동을 위해 은퇴했다.